# Star Wars : X-Wing - Le Jeu de figurines
Star Wars : X-Wing - Le Jeu de figurines (Star Wars: X-Wing - Miniatures Game) est un jeu de figurines édité par Fantasy Flight Games. Il met en scène des affrontements entre les vaisseaux de l'univers Star Wars.

## Récompenses
- As d'or 2013 : Prix du Jury et nommé dans la catégorie Jeu de l'année[2]